# 小樽朝里クラッセホテル
小樽朝里クラッセホテル（Otaru Asari Classe Hotel）は、北海道小樽市朝里川温泉にあるホテル。

## 概要
アンビックスが運営する初の宿泊施設として1991年（平成3年）に開業した。週休二日制による余暇の増加やスキーブームを背景として、冬の閑散期の客の確保も考慮してスキー場が近い朝里川温泉へのホテル建設とした。
しかしバブル景気の中で内装や調度品を豪華にしたこともあり総事業費が計画を大きく上回り完成直前にはバブル崩壊で追加融資が拒否され、親会社の日動の資産売却により建設資金を捻出している。開業後は広告宣伝に力を入れ入浴と食事をセットとした日帰りプランを導入し地元客の集客に成功し集客は好調となったものの、従業員は新卒が多くサービス面は不十分となったため東京での経営セミナーや本州各地のホテルに足を運び経営改善に繋げるとともに、一人が複数部署をこなすことで業務合理化を図り、本ホテルの手法はその後のアンビックスのホテル運営委託やコンサルティング業務に行かされている。
「健康」をキーワードに「総合的療養型リゾート」（エイジングケア・リゾート）を掲げ、利用者の健康回復、健康づくりに「運動・栄養・休養」の3つの軸でサービスを充実させた取組みを行っている。多様な運動強度のプログラムを構築し、マクロビオティックに基づく料理や薬膳を提供しているほか、オリジナル・メニューやサプリメントの開発・販売も行っている。また、客室も質の高い休養が取れるように配慮している。2001年（平成13年）から地元住民と協力してホタルを育成しており、7月中旬から8月中旬にかけて数千匹のホタルを見ることができる。

## 施設
客室
- アネックス棟
  - 露天風呂付客室 (54 m²)
  - 和室（20帖） (54 m²)
- ホテル棟（北館）
  - 和室（8帖） (27 m²)
  - 洋室ツインルーム (27 m²)
  - 洋室デラックスツインルーム (47 m²)
  - 洋室デラックストリプルルーム (47 m²)
  - スイートルーム (74 m²)
- コンドミニアム棟（南館）
  - 和室（8帖） (27 m²)
  - 洋室ツインルーム (27 m²)
  - 和洋室ツインルーム (34 m²)
  - 洋室デラックストリプルルーム (47 m²)
  - 和洋室デラックストリプルルーム (47 m²)
  - 和洋室エグゼクティブツインルーム (54 m²)

温泉・スパ
- 大浴場・露天風呂
  - 泉質：カルシウム・ナトリウム—塩化物温泉（弱アルカリ性低張性低温泉）
- ヒーリングサロン「癒しの森」

レストラン
- ロードレストラン「シルフィード」
- メインダイニング「フーシー」（朝食ビュッフェ会場でもある）
- 和食処「紅紫」（こうし）
- ラーメン「茜」（あかね）

スポーツ施設
- フィットネスジム（宿泊者は無料で利用可能）
- プール（以下、宿泊者は有料で利用可能）
- アリーナ
- スカッシュコート
- テニスコート

宴会・会議
- 洋宴会場「ナパイヤ」
- 和宴会場「風雅」（ふうが）

その他
- プラザ棟
  - ロビー・フロント
  - ショップ「ドルイド」
  - カラオケ「ノクス」

## アクセス
北海道道1号小樽定山渓線沿いに位置している。
- 北海道中央バス（真栄営業所）「温泉坂上」（朝里クラッセ前）バス停下車
- 札樽自動車道朝里ICから車で約5分
- 北海道旅客鉄道（JR北海道）
  - 小樽築港駅から車で約15分
  - 札幌駅から車で約40分
- 新千歳空港から車で約70分

## 参考資料
- 「ケア・リゾートという選択」『月刊 事業構想』、事業構想大学院大学、2014年、2017年5月29日閲覧。